# Friedrich Tsander
Pour les articles homonymes, voir Zander.
Friedrich Arturovitch Tsander, ou Zander (en letton : Frīdrihs Canders, en russe : Фридрих Артурович Цандер, Friedrikh Artourovitch Tsander), né le 23 août 1887 à Riga dans le gouvernement de Livonie de l'Empire russe (actuelle Lettonie) et décédé le 28 mars 1933 à Kislovodsk en URSS, est un pionnier dans le domaine des fusées et de l'astronautique dans l'Empire russe et en Union soviétique.
Tsander est reconnu comme étant un scientifique et inventeur de premier plan, et fut le premier directeur du GIRD, organisme qui joua un rôle décisif dans la formation des spécialistes soviétiques de l'astronautique et à l'origine des premières fusées expérimentales soviétiques. Ses principaux travaux portent sur les vols interplanétaires, le déplacement des vaisseaux spatiaux dans le champ gravitationnel des planètes et le calcul des trajectoires et des durées des vols. Il étudie également les aspects théoriques et les différentes déclinaisons possibles des moteurs-fusées pouvant fonctionner sans avoir recours à l'oxygène atmosphérique. Il fut le concepteur de la première fusée à ergols liquides développée en Union soviétique et baptisée GIRD-X.

## Biographie
Tsander est issu d'une famille germano-balte de Riga, en Lettonie, qui faisait partie à l'époque de l'Empire russe,. Son père, Arthur Constantinovitch, est médecin. Mais Friedrich est attiré par d’autres sciences que la médecine. En 1898 il est admis à l’université technique de Riga et suit une formation de sept ans au cours de laquelle il est un étudiant modèle. C’est durant cette période qu’il prend connaissance des travaux théoriques du pionnier russe de l'astronautique Constantin Tsiolkovski. Dès lors l’accès à l’espace devient sa principale motivation scientifique. Plus tard il entreprit divers calculs de trajectoire entre la Terre et Mars. Cette planète fascine Friedrich au point que l’injonction « En avant vers Mars ! » ("Вперед, на Марс!") devient sa devise.
Il obtient son diplôme d’ingénieur en 1914, à 27 ans, et s'installe à Moscou en 1915. Il travaille dans une usine de caoutchouc, puis à l'usine d'aviation no 4 en 1919. Il se marie avec Aleksandra Milïoukova au cours de l’année 1923. Le couple aura deux enfants, une fille prénommée Astre et un garçon prénommé Mercure, mais ce dernier décédera en 1929 de la scarlatine.
Après plusieurs années de chômage occupées par d’intensives recherches sur les fusées et les trajectoires spatiales, Tsander est embauché en 1926 à l’Institut pour la conception aéronautique. Et dès 1930 il travaille à l’Institut d’État pour la conception de moteurs aéronautiques,,.
Il est un des membres fondateurs et le premier président à l'automne 1931 du GIRD dont il dirige la section moscovite qui rassemble 60 chercheurs travaillant dans le domaine des fusées. En 1932, Tsander tombe malade. Il est remplacé à la tête du GIRD par Sergueï Korolev, le futur père de l'astronautique soviétique. Tsander est placé en sanatorium à Kislovodsk, où il meurt de la fièvre typhoïde en mars 1933.

## Principaux travaux scientifiques
En 1908 Tsander s'intéresse aux vols spatiaux habités. Il identifie les principaux obstacles, notamment celui lié au maintien de la vie à bord, et il est le premier à suggérer l’utilisation de serres agricoles embarquées pour entretenir une agriculture durant le voyage. En 1911, il publie des plans pour un véhicule spatial doté d’ailes construites dans un alliage combustible à base d’aluminium. Le vaisseau devait décoller à la manière d’un avion conventionnel, puis après avoir dépassé la haute atmosphère, les ailes devenues inutiles devaient s’auto-démonter pour être utilisées comme carburant. C’est en 1921 qu'il présente ce concept au cercle moscovite l’Association des inventeurs (Assotsiatsiia izobretatelei-izobretateliam, AIIZ), au sein de laquelle il rencontre Lénine venu pour la conférence sur les voyages spatiaux interplanétaires. Finalement en 1924, Tsander publie son étude dans le journal Technologie et Vie ("Tekhnika i Jizn").
Cette année 1924 fut particulièrement active pour Friedrich Tsander. L’année précédente Hermann Oberth publie un livre majeur intitulé La fusée pour les voyages interplanétaires (Die Rakete zu den Planetenräumen). Celui-ci inspire Friedrich et d’autres passionnés russes et les incite à faire des essais en se basant sur les travaux de l’Américain Robert Goddard publiés en 1919 dans l’article « Méthode pour atteindre des altitudes extrêmes » (« A Method of Reaching Extreme Altitudes »). Ils vont compléter cette étude par les avancées théoriques dues à Constantin Tsiolkovski sur la propulsion spatiale, et aller plus loin dans le développement. En collaboration avec Constantin Tsiolkovski, Vladimir Vetchinkin (en) et les membres d’un club amateur sur les fusées, il fonde la Société pour l’Étude des voyages interplanétaires. Dans une de leurs premières publications, ils sont parmi les premiers à mettre en évidence le rôle de l’atmosphère terrestre dans le freinage d'un véhicule spatial lors de sa rentrée atmosphérique. La même année, Tsander dépose un brevet à Moscou sur une fusée dotée d’ailes, pensant qu'elle serait idéale pour les vols interplanétaires, et en octobre il y présente une conférence sur la possibilité d’atteindre Mars en fusée. Au cours de la séance des questions à la fin de la présentation, il résume l’importance d’atteindre cette planète « car elle est dotée d’une atmosphère capable accueillir la vie. De plus Mars est appelée “la planète rouge”, emblème de la grande armée soviétique ».
À cette époque, Tsander est le premier à suggérer en détail l’utilisation de voiles solaires comme moyen de propulsion pour un véhicule spatial, bien que Johannes Kepler ait déjà mentionné l’utilisation des vents solaires au XVIIe siècle.
En 1925, Tsander publie un article intitulé « Problèmes liés à la propulsion par jet : les voyages interplanétaires », dans lequel il suggère qu'un véhicule spatial en transit entre deux planètes pourrait être accéléré au début de son voyage, et décéléré à la fin de celui-ci, en utilisant judicieusement la gravité des lunes des planètes considérées. Une variante de cette méthode, largement utilisée de nos jours, est connue sous le nom d’assistance gravitationnelle.
Entre 1929 et 1930, alors professeur à l'Institut d’aviation de Moscou, Tsander travaille sur son premier moteur-fusée, l’OR-1, fonctionnant à l’air comprimé et à l’essence basé sur la technologie du chalumeau. En 1931, il fait partie des membres fondateurs du Groupe d'Étude de la Propulsion par Réaction – GRID - à Moscou. Il travaille alors sur le moteur-fusée OR-2, également dénommé GIRD-02, qui propulse le missile de croisière "216". Il développe également la fusée GIRD-10, qui décolle avec succès le 25 novembre 1933. Mais Friedrich Tsander ne la verra jamais voler, car il décède quelques mois auparavant dans la même année, victime de la fièvre typhoïde dans la ville de Kislovodsk.

## Hommages
- Le cratère Tsander sur la Lune est nommé ainsi en hommage à Friedrich Tsander.
- En son honneur, l’Académie des Sciences de Lettonie à Riga a créé un prix en physique et en mathématiques.
- En 1964, l’Union soviétique a émis un timbre postal à la mémoire de Friedrich Tsander[8].
- L’ancienne maison familiale à Riga est devenue un musée, et la rue où elle est située a été renommée à son nom.

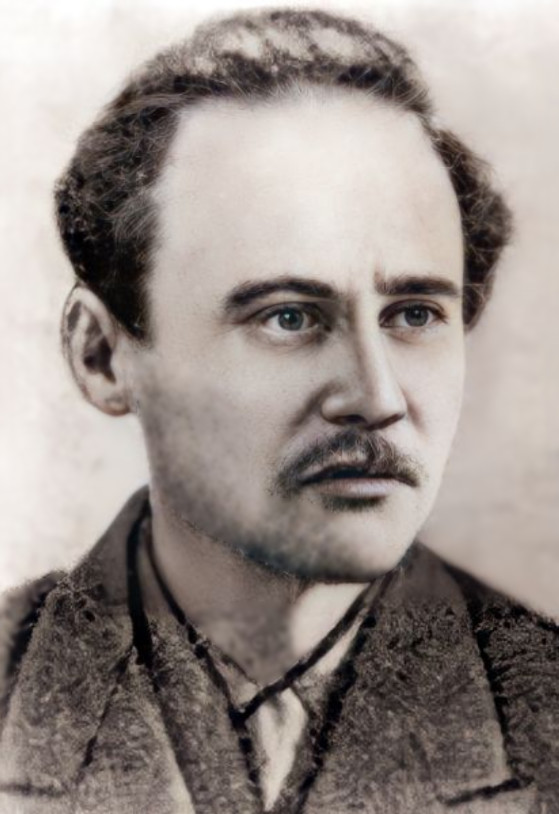
Friedrich Tsander
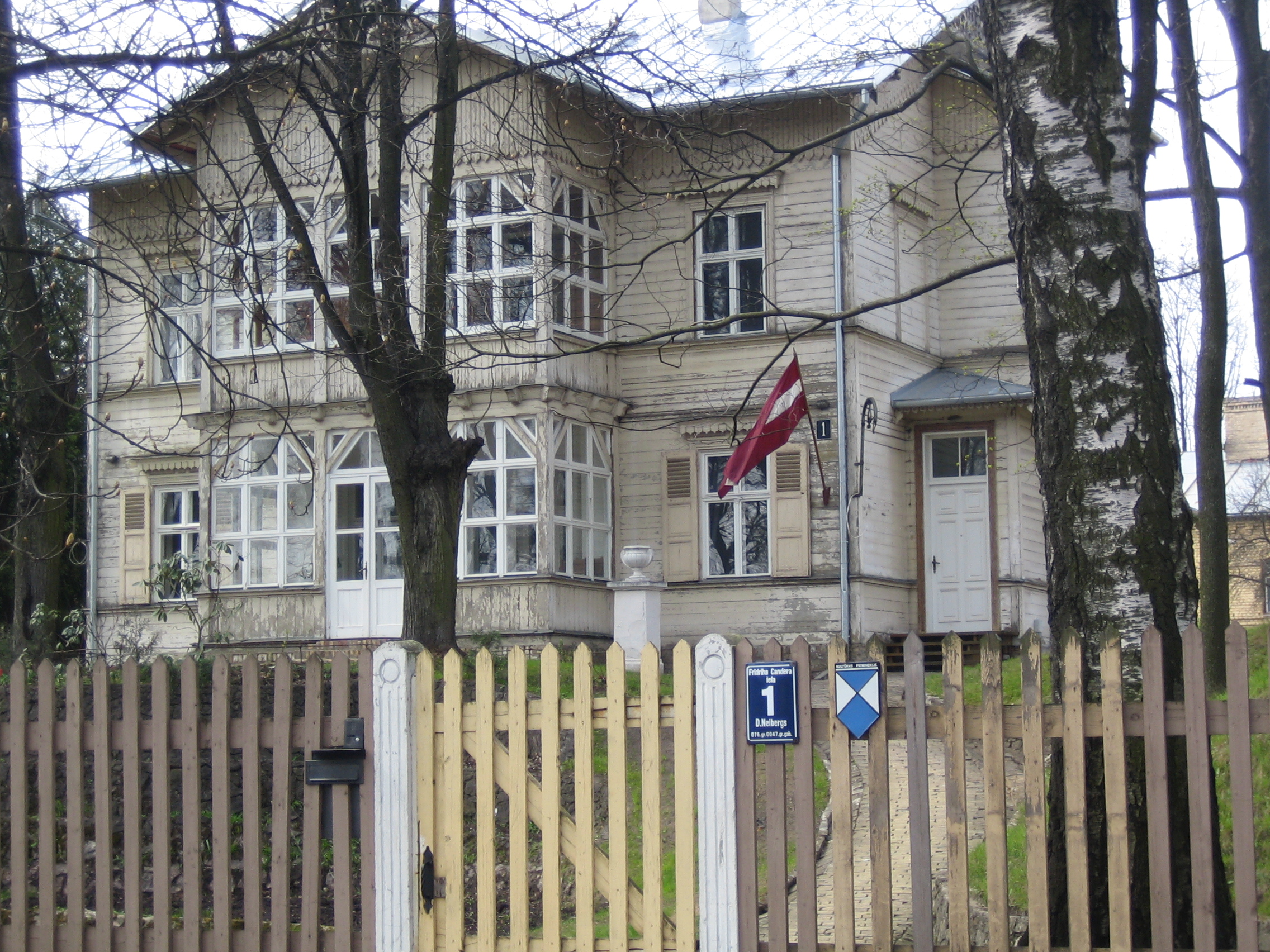
Maison familiale de Tsander à Riga
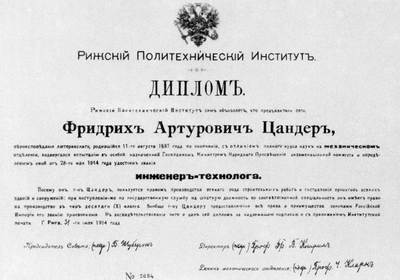
Diplôme universitaire obtenu en 1914